# Simon Casse
Simon Casse (Cuise-la-Motte, 30 dicembre 1991) è un pentatleta francese.

## Biografia
Ha vinto la Medaglia d'argento a squadre agli europei di Sofia 2016, con Gauthier Romani e Valentin Belaud.
Agli europei di Minsk 2017 ha vinto l'argento in staffetta con Alexandre Henrard.
Ha ottenuto il titolo continentale nella staffetta agli europei di Székesfehérvár 2018, gareggiando in coppia con Brice Loubet, e quella d'argento agli europei di .

## Palmarès
- Europei

Sofia 2016: argento a squadre;
Minsk 2017: argento nella staffetta;
Székesfehérvár 2018: oro nella staffetta;